# Försvarsmaktens telekommunikations- och informationssystemförband
Försvarsmaktens telekommunikations- och informationssystemförband (FMTIS) är ett lednings- och underrättelseförband inom Försvarsmakten som verkat sedan 2016. Förbandsledningen är förlagd i Örebro garnison i Örebro.

## Historik
Under 2011 beslutade Försvarsmakten att man önskade sammanföra Försvarsmaktens telenät- och markteleförband (FMTM), Systemförvaltningsenheten och Operativ ledningsteknisk bataljon ur Försvarsmaktens logistik (FMLOG) till FMTIS. I regeringens budgetpropositionen för 2012 (prop. 2011/12:1) anförde regeringen att FMTM på sikt skulle avvecklas och istället bilda Försvarsmaktens telekommunikations- och informationssystemförband. I propositionen påpekade dock regeringen att förändringen först skulle ske efter att redan beslutade verksamhets- och organisationsförändringar genomförts och att delar av Försvarsmaktens logistik (FMLOG) överförts till Försvarets materielverk (FMV). I april 2012 bemyndigades regeringen av riksdagen att besluta om försvarslogistikverksamhetens framtida utformning, och i juni 2012 uppdrog regeringen åt Försvarsmakten och Försvarets materielverk att påbörja processen med att organisera den framtida försvarslogistiken. Med bakgrund i detta ansåg regeringen att FMTM från 2014 skulle utvecklas till FMTIS.
Dock ansåg man att man skulle invänta försvarsberedningens utredning innan förbandet bildades. Genom försvarsbeslutet 2015 fastställdes att förbandet officiellt skulle bildas 1 januari 2016. Under 2015 utsågs överste Mikael Åkerström som chef för det nya förbandet, ett förordnade han tilldelades från den 1 januari 2016 och längst till den 31 mars 2022. Den 26 januari 2016 hölls en ceremoni över ingivningen av förbandet i Örebro, bland annat genom att generallöjtnant Anders Silwer officiellt överlämnade kommandot för förbandet till Mikael Åkerström.

## Verksamhet
Förbandet har verksamhet över hela Sverige, och har som huvuduppgift att ansvara för drift och ledning av Försvarsmaktens gemensamma telekommunikationsinfrastruktur och fasta sensor- och radiosystem för strategiska och operativa funktioner samt för mark-, sjö- och luftstridskrafterna. Förutom staben i Örebro och Enköping finns även verksamhet i Stockholm och Arboga.
Sommaren 2020 inleds i Enköping ett pilotprojekt för att utbilda ett 30-tal cybersoldater. Efter att soldaterna är färdigutbildade kommer de att ledas från Örebro. Målet är att utbilda cybersoldater som kan se till att samhällsviktiga IT-system skyddas och försvaras mot angrepp.

## Förläggningar och övningsplatser
Försvarsmaktens telekommunikations- och informationssystemförband har sin ledningsstab lokaliserade till Boglundsängen i norra Örebro. I söder begränsas området av Västerleden. Området, som till stor del består av sankmark, började bebyggas under 1970- och 1980-talen. År 1984 omlokaliserades Redovisningsavdelning Bergslagen från Olaigatan 21 till Boglundsängen. Den 31 maj 2002 tillkom Livregementets grenadjärgrupp efter tidigare varit förlagda inom kasernetablissement i Rynninge i nordöstra Örebro. Genom försvarsbeslutet 2004 kom en omorganisation av de båda förbanden att göras 2005, vilket medförde en namnändring till Försvarsmaktens telenät- och markteleförband respektive Örebro-Värmlandsgruppen. År 2016 beslutade regeringen att staben för Örebro-Värmlandsgruppen skulle omlokaliseras till Villingsbergs skjutfält. Vidare upplöstes Försvarsmaktens telenät- och markteleförband, för istället bli en del av det nya förbandet Försvarsmaktens telekommunikations- och informationssystemförband. Utöver förläggningen i Örebro finns förbandet även i Arboga garnison på Skandiagatan 11, Enköpings garnison och i Stockholms garnison, samt på ett 30-tal orter i Sverige.

## Heraldik och traditioner
Försvarsmaktens telekommunikations- och informationssystemförband har sina rötter i flera förband. Dels genom FMTM vilket bildades 2005 genom en sammanslagning av Flygvapnets markteleenheter (MTE) och Redovisningsavdelning Bergslagen (RAB), samt genom enheter ur Försvarsmaktens logistik (FMLOG), Luftstridsskolan (LSS) och Marinbasen (MarinB). 
Den 23 november 2018 spikades Försvarsmaktens telekommunikations- och informationssystemförbands nya fana. Fanan är den tjugonde i raden som spikats, sedan traditionen återupptog 2007 med att spika fälttecken på Armémuseum. Den 12 september 2019 överlämnade överbefälhavaren Micael Bydén en ny fana till förbandschefen Mikael Åkerström. Överlämningen gjordes under en ceremoni i Conventum i centrala Örebro, dit en stor del av de nästan 1400 anställda hade samlats för att bevittna den högtidliga ceremonin med fanöverlämningen. Den nya fanans färg är blå och motivet är tre guldfärgade blixtar, vilka kompletterats med ett svärd i vänster hörn, vilket symboliserar att förbandet är ett försvarsmaktsgemensamt förband.

## Förbandschefer
- 2016–2020: Överste Mikael Åkerström [b]
- 2020–2025: Överste Magnus Tillby
- 2025–20xx: Överste Johan Magnusson [c]

## Namn, beteckning och förläggningsort
| Försvarsmaktens telekommunikations- och informationssystemförband | 2016-01-01 | – |  |

| FMTIS | 2016-01-01 | – |  |

| Örebro garnison (F)     | 2016-01-01 | – |  |
| Arboga garnison (D)     | 2016-01-01 | – |  |
| Enköping garnison (D)   | 2016-01-01 | – |  |
| Stockholms garnison (D) | 2016-01-01 | – |  |